# غاغنوا
غاغنوا أحد الأقاليم الثمانية والأربعين التي تشكل إقليم فروماجر في جمهورية ساحل العاج، وهو أيضا اسم المدينة التي تمثل مركز الإقليم.